# Шандха
Слово шандха или шандхака (санскр. षण्ढ ṣaṇḍha, षण्ढक ṣaṇḍhaka — евнух, импотент, интерсекс, нейтральный пол, служащий в женских покоях или гареме) встречается в различных ведических текстах: Сушрута-самхита, Нарада-смрити, Чарака-самхита и имеет несколько значений — нетипичный мужчина, который выглядит и ведёт себя, как женщина; бесплодный или неспособный к оплодотворению; не испытывающий влечения к женщинам, импотент и т.д. Этот термин мог относиться ко многим типам людей третьего пола, но, вероятно, наиболее распространен в описаниях людей c трансгендерной идентичностью. Такие люди не идентифицируют себя со своим физическим полом. Напротив, они считают себя и живут, как представители противоположного пола. Шандха отличаются от мужчин-геев (клиба) тем, что они обычно не приемлют гомосексуальных отношений, и что в категории третьего пола, являются малочисленными его представителями.
Сушрута-самхита описывает также термин шандхи (санскр. षण्ढी ṣaṇḍhī) —женщина, испытывающая отвращение к мужчинам, не имеющая менструаций и груди.

## Причины рождения
Сушрута и Чарака-Самхиты дают различные объяснения причин рождения людей третьего пола, к которым относятся: самскара, кама, сукама, викарма, пауруша, доша, пракрити, дайва, митхуна-видхи и шукра-бала. В Сушруте-самхите говорится, что шандха зачинается, когда отец и мать меняются ролями во время совокупления (пурушайита или «женщина сверху»). Они утверждают, что если в момент зачатия преобладают мужские половые флюиды (сукра), то ребёнок будет мальчиком, а если женские (сонита), то ребёнок будет девочкой. Если же количество флюидов обоих полов равно, то родятся либо близнецы мальчик и девочка, либо ребёнок третьего пола. Ещё несколько подобных примеров приводятся, когда речь идет о других типах клиба. Оба текста утверждают, что все три натуры — мужская, женская и третий пол определяются в момент зачатия и развиваются в матке до окончания второго месяца беременности. По окончании этого срока основную половую природу или пракрити живого существа уже нельзя изменить.

## Социальные роли
Индуистские тексты — Камасутра, Махабхарата, Артхашастра упоминают о мужчинах третьего пола, работающих домашними слугами, посредниками в делах между мужчинами и женщинами, цирюльниками, массажистами, флористами и проститутками. Шандха описываются как люди особенно талантливые в женских сферах, таких как игра на музыкальных инструментах и танцы, а также, как и другие представители третьего пола, они были известны своими особыми дарованиями и часто служили в домах богатых землевладельцев, генералов и правителей. Ведическая культура разрешала трансгендерам жить открыто согласно их гендеру, что следует из рассказа Махабхараты об Арджуне Бриханнале.

## Астрология
В высокочтимых астрологических текстах, таких как Брихат-джатака и Брихат-самхита говорится о соотношении планет во время зачатия, которые указывают на рождение третьего пола. Такие рождения связаны с тремя планетами напумса — Меркурий, Сатурн и Кету, и указывают на интеллект, владение искусствами и науками, отрешённость от семейной жизни и способность к ясновидению. В индуизме верили, что у людей третьего пола была особая одарённость, позволяющая им благословлять или проклинать других людей. Это традиционное убеждение всё ещё присутствует в современной Индии.